# Darko Brljak
Darko Brljak (Ljubljana, 1984. december 23. –) szlovén labdarúgó, jelenleg a Flota Świnoujście kapusa.

## Pályafutása
2012. július 24-e óta az Egri FC játékosa, szerződése 2014. június 30-ig szól.